# Montenerodomo
Montenerodomo är en ort och kommun i provinsen Chieti i regionen Abruzzo i Italien. Kommunen hade 646 invånare (2018).